# Карлос Марчена
Карлос Марчена Лопез (шп. Carlos Marchena López; IPA:; 31. јул 1979) бивши је шпански фудбалер који је играо у одбрани, а понекад и као дефанзивни везни играч. Тренутно ради као фудбалски тренер.

## Клупска каријера
Каријеру је почео у Севиљи са 18 година, као члан омладинског, а касније и сениорског тима. Након што је Севиља 2000. године испала из лиге, Марчена је отишао у Бенфику. Након једне сезоне напустио је португалски клуб због ниске плате. 2001. године потписао је уговор са Валенсијом, у којој је провео наредних девет сезона. Генерално је у Валенсији пружао добре партије — забележио је 319 наступа и постигао 11 голова у свим такмичењима. Дана 1. августа 2010. године потписао је уговор са Виљареалом у којем је провео две сезоне, као и у Депортиву након тога.

## Репрезентативна каријера
Током свог периода у репрезентацији Марчена је постао један од кључних играча у тиму. Наступао је на Летњим олимпијским играма 2000. где је Шпанија освојила сребрну медаљу, два европска, два светска првенства и једном Купу конфедерација. Такође је био европски (2008) и светски првак (2010) са репрезентацијом Шпаније за коју је наступао 69 пута и дао два гола.

## Статистика каријере

### Репрезентативна
| Шпанија | Шпанија  | Шпанија |
| Година  | Утакмице | Голови  |
| ------- | -------- | ------- |
| 2002    | 3        | 0       |
| 2003    | 9        | 0       |
| 2004    | 9        | 0       |
| 2005    | 6        | 1       |
| 2006    | 1        | 0       |
| 2007    | 10       | 1       |
| 2008    | 10       | 0       |
| 2009    | 8        | 0       |
| 2010    | 11       | 0       |
| 2011    | 2        | 0       |
| Укупно  | 69       | 2       |

## Успеси

### Клупски
Валенсија
- Прва лига Шпаније: 2001/02, 2003/04.
- Куп Шпаније: 2007/08.
- Куп УЕФА: 2003/04.
- УЕФА суперкуп: 2004.

### Репрезентативни
- Светско првенство: 2010.
- Европско првенство: 2008.
- Светско првенство до 20 година: 1999.
- Летње олимпијске игре: сребрна медаља 2000.
- Куп конфедерација: треће место 2009.

### Индивидуални
- Европско првенство 2008: тим турнира